# 美国空军体能测试
美国空军体能测试（英語：United States Air Force Fitness Assessment）是美国空军对于士兵身体物质构成、肌肉强度、呼吸循环系统的综合体能测试。作为“适应作战（Fit to Fight）”项目的一部分，空军于2004年放弃了之前的固定脚踏车测试，而采用了这个更加严格的健康测试，并沿用至今。与之配套的是空军健康管理系统（Air Force Fitness Management System），可以于此查询体能测试的参与历史。

## 测试
根据报道，在该项目实施以后，空军健身中心的参与率达到了30%。在体能测试中，空军士兵的评分根据四个部分的表现决定：腰围、仰卧起坐、俯卧撑和1.5英里跑步。测试的满分为100分，合格得分为75分。除非有医疗的原因，所有测试模块不能得到免除。如果符合医疗豁免条件，则总得分将有以下的方法计算：所有已参与模块的实际得分乘以100，然后除以已参与模块的最高可能得分。各测试模块和他们对应的最高可能得分为：
- 有氧运动：60分；
- 身体物质构成：20分
- 俯卧撑：10分
- 卷腹：10分

医疗人员建议不适合跑步的士兵可以参加另一个有氧体能测试以代替跑步。测试内容由所在战斗单元的指挥官根据医生建议决定。
空军是美军中唯一进行腰围测试的军种。男性军人的腰围如果小于2英尺4英寸，则可以得到30分，女性军人的要求则为2英尺1英寸。从2013年8月底开始，如果腰围测试未达到标准的士兵，如果已通过其余三项测试，则他们可以进行身高体重指数测试，如果测试数据满足国防部的标准，则他们被视为通过测试。

## 评级
体能测试结果的分级为：
- 杰出：90分以上
- 符合要求：75分至89.9分
- 不符合要求：75分以下

最开始的时候，70分以下的参与者不合格，而70分至74.9分的参与者只会得到一个勉强通过的评级。而按照目前的标准，70分至75分的参与者必需在90天内重新参与测试，并达到75分以上的成绩。